# کنگرس، اوهایو
کنگرس (به انگلیسی: Congress) یک روستا در ایالات متحده آمریکا است که در شهرستان وین، اوهایو واقع شده‌است. کنگرس ۰٫۴۱ کیلومتر مربع مساحت و ۱۸۵ نفر جمعیت دارد و ۳۵۴ متر بالاتر از سطح دریا قرار دارد.